# Centrale nucléaire de Kharkiv
 (signalé en juillet 2025).
Si vous disposez d'ouvrages ou d'articles de référence ou si vous connaissez des sites web de qualité traitant du thème abordé ici, merci de compléter l'article en donnant les références utiles à sa vérifiabilité et en les liant à la section « Notes et références ».
- Archive Wikiwix
- Bing
- Cairn
- DuckDuckGo
- E. Universalis
- Gallica
- Google
- G. Books
- G. News
- G. Scholar
- Persée
- Qwant
- (zh) Baidu
- (ru) Yandex
- (wd) trouver des œuvres sur Wikidata

Le projet de centrale nucléaire de Kharkiv (en ukrainien : Харківська АТЕЦ) est un projet de centrale nucléaire abandonné, située près du village de Birky, dans l'oblast de Kharkiv, en Ukraine. Deux réacteurs nucléaires VVER-1000 étaient censées produire de l'électricité, ainsi que fournir de la chaleur à Kharkiv, ce qui était prévu par le plan directeur de développement de Kharkiv de 1986.
Le projet nucléaire de Kharkiv, d'une capacité de 2 000 MW, a été développé sur la base d'une décision du Conseil des ministres de l'URSS en date du 26 juin 1980. La période de construction de l'APEC était programmée de 1985 à 1996. Il était prévue que la première unité soit mise en service en 1993 et la seconde en 1995.
La construction des bâtiments principaux n'a jamais été entamée, seuls la construction des infrastructures et les préparatifs des gros travaux ont été réalisés. À la suite de la catastrophe de Tchernobyl suivi de l'effondrement de l'Union soviétique, le projet fut abandonné.
La construction d'un village résidentiel était prévue pour la réinstallation du personnel d'exploitation, de construction et de montage. Des immeubles de grande hauteur inachevés sont présents et 778 hectares de terres ont été alloués à ces constructions, dont 476 hectares de terres arables et 143 hectares de pâturages.